# Шугово
Шугово (на гръцки: Πλατανάκια, Платанакия, до 1922 Σιούγκοβα, Сугова) е село в Република Гърция, Егейска Македония, в дем Синтика, област Централна Македония.

## География
Селото е разположено на около 63 километра северозападно от град Сяр (Серес) и на 30 километра западно от демовия център Валовища (Сидирокастро) в южното подножие на планината Беласица (Керкини или Белес).

## История

### В Османската империя
В османски обобщен данъчен списък на немюсюлманското население от вилаета Тимур Хисаръ̀ от 1616 – 1617 година селото е отбелязано като Шугова със 133 джизие ханета (домакинства), въглищари.
В XIX век Шугово е село в Демирхисарска каза на Серски санджак на Османската империя. В „Етнография на вилаетите Адрианопол, Монастир и Салоника“, издадена в Константинопол в 1878 година и отразяваща статистиката на населението от 1873 година, Шугово (Chougovo) е посочено като село с 250 домакинства и 300 жители мюсюлмани и 340 българи.
В 1891 година Георги Стрезов пише за селото:
| „ | Шугово, на З. от Порой нещо два часа. Местоположение и занятия същите, както в Матница. Имат си църква и училище с 20 ученика, в които четат по гръцки. 30 къщи турци и 60 българе. | “ |

Според статистиката на Васил Кънчов („Македония. Етнография и статистика“) от 1900 година селото брои 850 жители българи християни и 500 турци.
Цялото население на селото е под върховенството на Българската екзархия. По данни на секретаря на Екзархията Димитър Мишев („La Macédoine et sa Population Chrétienne“) в 1905 година населението на Шугово (Chougovo) е 1800 българи екзархисти и в селото функционира българско начално училище с 1 учител и 41 ученици.
В 1904/1905 година в българското училище в селото преподава Антон Наков.
При избухването на Балканската война в 1912 година двадесет и седем души от Шугово са доброволци в Македоно-одринското опълчение.

### В Гърция
През войната селото е освободено от части на българската армия, но след Междусъюзническата война в 1913 година селото попада в Гърция. В селото са заселени гърци бежанци. Според преброяването от 1928 година Шугово е смесено местно-бежанско село с 254 бежански семейства с 876 души. В 1922 година името на селото е променено на Платанакия.
| Име            | Име        | Ново име  | Ново име  | Описание                        |
| -------------- | ---------- | --------- | --------- | ------------------------------- |
| Бутковска река | Μπούτκοβας | Алогорема | Άλογόρεμα | река Ю от Шугово                |
| Грубил         | Γκρουμπίλ  | Агапитон  | Άγαπητόν  | местност в Беласица С от Шугово |

## Личности
Родени в Шугово
- Георги (Гого) Кехайов (1875 – 1912), български революционер
- Илия Гегов, български революционер
- Костадин (Константин) Георгиев Ангов, македоно-одрински опълченец, 30-годишен, земеделец, неграмотен, 4 рота на 14 воденска дружина[13]
- Коста Димитров, български революционер от ВМОРО, четник на Трифун Аджаларски[14]
- Мито Кехайов (Мите Кайов), български революционер от ВМОРО
- Христо Ангелов, македоно-одрински опълченец, 28-годишен, четата на Ташо Стоянов[13]

Починали в Шугово
- Александър Георгиев Сивиков (1921 – 1944), български военен деец, офицерски кандидат, загинал през Втората световна война[15]